# Kotlina Zuberska

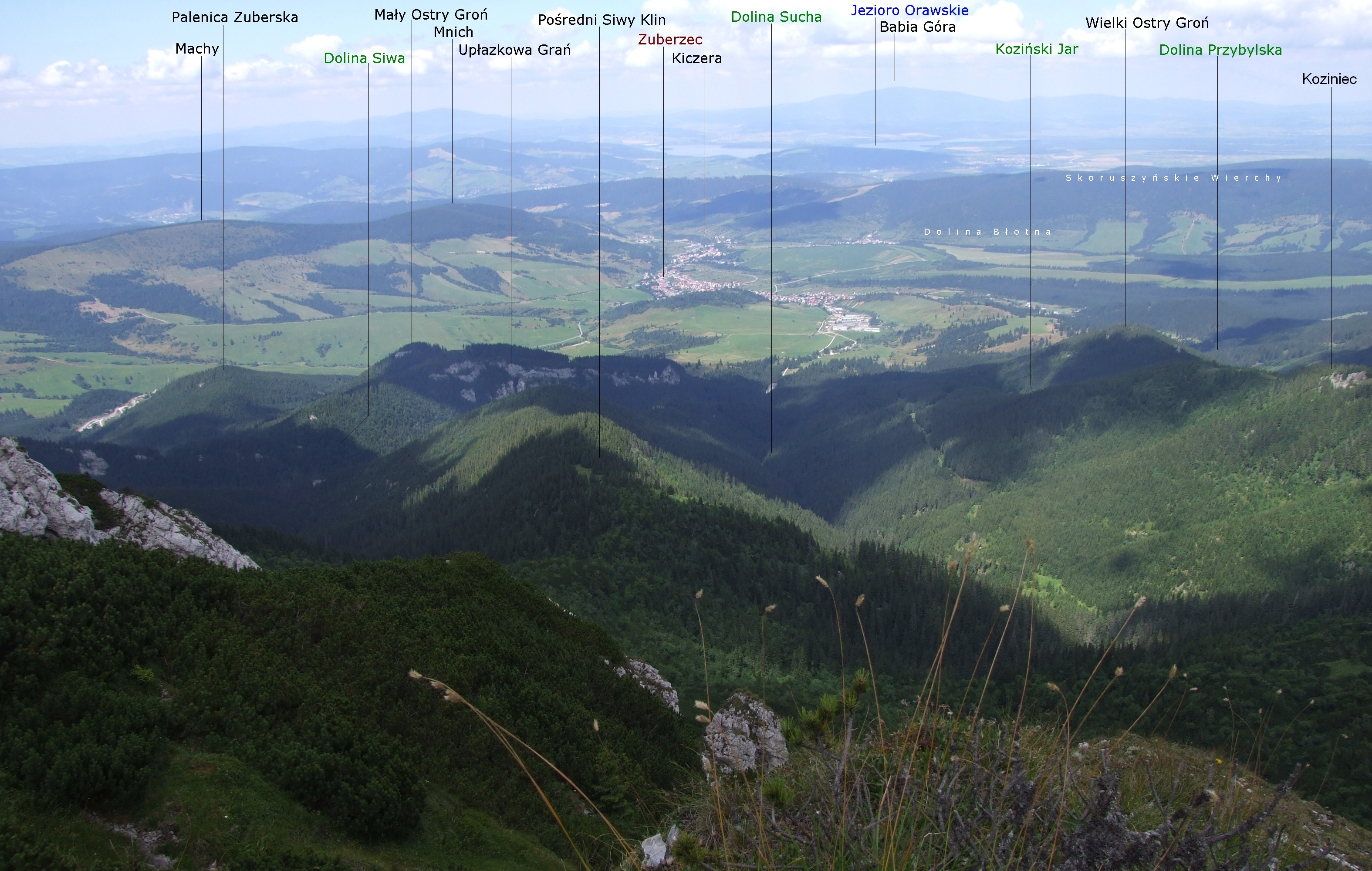
Widok na Kotlinę Zuberską z Siwego Wierchu

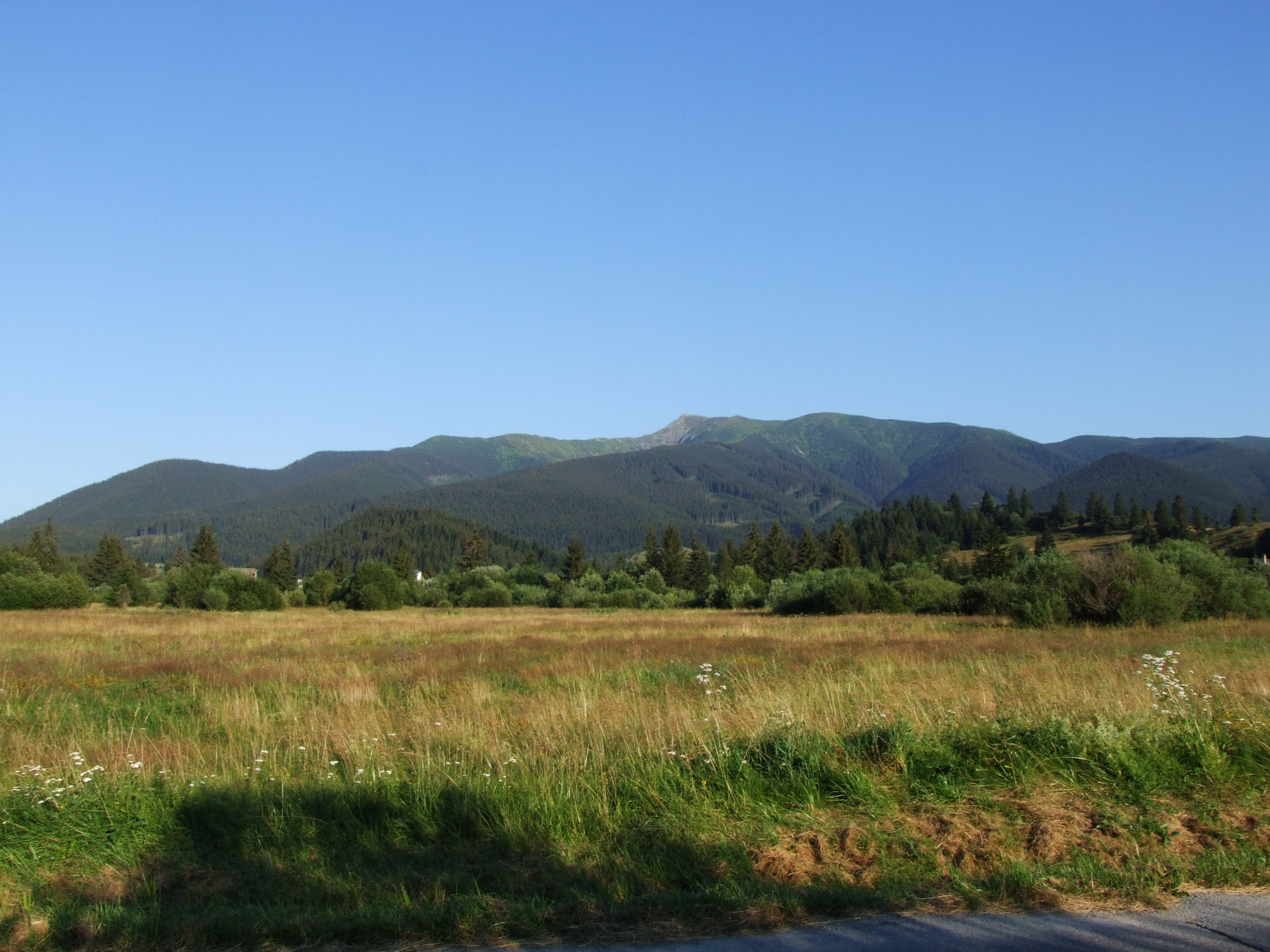
Kotlina Zuberska i Tatry Zachodnie

Kotlina Zuberska (słow. Zuberská kotlina, Zuberecká kotlina) – część Rowu Zuberskiego oddzielającego Tatry Zachodnie od Skoruszyńskich Wierchów. Jest to duże rozszerzenie Doliny Zimnej Wody Orawskiej poniżej wylotu Doliny Zuberskiej i Doliny Borowej Wody. Do Kotliny Zuberskiej należy również w większości bezleśny grzbiet Między Bory w widłach Zimnej Wody i Błotnego Potoku i ciągnący się po przełęcz Maniowa Przehyba. Na grzbiecie tym znajduje się pokryte polami uprawnymi wzgórze Hotar (Chotár, 841 m) i zalesione wzgórze Starý háj (914 m).
Kotlina Zuberska jest bezleśna, znajdują się na niej dwie słowackie miejscowości: Zuberzec i Habówka oraz przebiega przez nią droga nr 584 z Podbiela do Zuberca i droga Habówka – Orawice – Witanowa. Drogi te połączone są dodatkowym krótkim odcinkiem biegnącym z Zuberca do Doliny Błotnej pomiędzy wzgórzami Chotár i Starý Háj. Ponieważ jest to wzgórze bezleśne, z drogi tej rozciągają się szerokie widoki na Tatry i Skoruszyńskie Wierchy.